# ایکس‌پی-۶۲ کورتیس
ایکس‌پی-۶۲ کورتیس (به انگلیسی: Curtiss_XP-62) یک هواگرد ملخ‌پیشین تک‌موتوره از نوع هواپیمای جنگنده ساخت شرکت Curtiss-Wright است. هواگرد ایکس‌پی-۶۲ کورتیس نخستین پروازش را در ۲۱ ژوئیه ۱۹۴۳ میلادی انجام داد. برنامه ساخت این هواگرد در نهایت لغو گردید. در مجموع، تعداد ۱ فروند از این هواگرد ساخته شده‌است.